# 大沢孝 (実業家)
大澤 孝（おおさわ たかし、1910年7月26日 - 1987年1月10日）は、日本の経営者。山梨県出身。

## 経歴
府立一中を経て、1935年に慶應義塾大学経済学部を卒業し、同年に鐘紡に入社。
1949年に鐘淵化学工業（現在のカネカ）に転じ、1956年11月に取締役に就任し、1962年2月に常務、1968年5月に専務を経て、1969年5月に副社長に就任し、1974年11月には社長に昇格。1978年11月に会長に就任し、1982年6月から相談役を務めた。
1987年1月10日脳梗塞のために死去。76歳没。